# مرد هزار چهره (فیلم ۱۹۵۷)
مرد هزار چهره (به انگلیسی: Man of a Thousand Faces) فیلمی درام محصول سال ۱۹۵۷ است که جزئیات زندگی بازیگر فیلم صامت لان چینی را نشان می دهد. این اثر به کارگردانی جوزف پونی می‌باشد و نقش اصلی فیلم را جیمز کاگنی بازی می‌کند.